# Penny Black
El denominado Penny Black o Penique Negro fue el primer sello postal de la historia. Emitido por el Reino Unido el 1 de mayo de 1840 es válido para uso postal desde el 6 de mayo por iniciativa de Rowland Hill, tras la reforma del sistema postal británico destinado a hacer pagar al remitente según el peso del envío, y no al destinatario y según la distancia como hasta entonces.
El sello lleva la efigie de la reina Victoria. Para su diseño se convocó un concurso en el que participaron más de 2.000 diseños y para el que había un premio de 600 libras. No hubo un ganador, por lo que se decidió utilizar como diseño base un medallón de William Wyon realizado en 1837 para conmemorar la visita de la reina a Londres, que fue pintado por Henry Corboull, grabado por Frederick y Charles Health e impreso por Perkins Bacon. Tuvo una primera tirada de 60.000 ejemplares, pero hasta ser retirado de la circulación, en 1841, se emitieron 68 millones de ejemplares, de los que se calcula sobrevive un millón y medio.
Cada sello muestra las coordenadas del lugar que ocupaba inicialmente en la hoja de impresión. Esas coordenadas se forman con dos letras, una para la línea y otra para la columna: de AA a TL, que aparecen en las esquinas de los sellos y que permiten a los filatelistas reconstruir las hojas completas de los primeros sellos británicos.